# Reacción de Bamford-Stevens
La reacción de Bamford-Stevens  es una reacción orgánica que consiste en el tratamiento de tosilhidrazonas con bases fuertes para dar alquenos como producto. Fue descrita por el químico inglés William Randall Bamford y el químico escocés Thomas Stevens (1900-2000). Con el uso de un solvente aprótico se obtiene predominantemente el alqueno Z, mientras que los solventes próticos producen una mezcla de alquenos E- y Z.
El tratamiento de tosilhidrazonas con alqullitios es denominada como Reacción de Shapiro.

## Mecanismo
El primer paso es la formación del diazo compuesto 3.
En solventes próticos, el diazocompuesto 3 se descompone al ion carbenio 5.
En solventes apróticos, el diazo compuesto 3 se descompone al carbeno 7.